# Portail des arts de la marionnette
Le Portail des arts de la marionnette (PAM) est un portail internet consacré aux arts de la marionnette (marionnettes, théâtres d'ombres, théâtres d'objets, théâtres de papier …), s'appuyant sur une base de connaissances qui reflète aussi bien le patrimoine que les réalités de la création contemporaine. 
Il permet de consulter gratuitement en ligne les archives et collections des institutions partenaires du projet : musées, bibliothèques, archives départementales, théâtres, festivals, associations, lieux de formation, lieux de compagnonnage, compagnies…

## Historique
Le projet est l'un des aboutissements du travail mené dans le cadre des Saisons de la Marionnette (2007-2010) par un ensemble d'institutions françaises liées aux arts de la marionnette. Initié en 2009 dans le cadre du Plan national de numérisation du patrimoine et de la création contemporaine du Ministère de la culture et de la communication français, il rassemble aujourd'hui 26 structures autour de l'Institut international de la marionnette, désigné porteur du projet. 
La première version du site internet a ouvert en septembre 2011, à l'occasion du 16e Festival mondial des théâtres de marionnettes de Charleville-Mézières.
Après un premier élargissement en 2010 de 8 à 21 institutions, lors d'un second chantier de numérisation, il compte depuis 2013 27 partenaires. 
Le Portail des Arts de la Marionnette a ouvert en septembre 2019 un laboratoire de sa nouvelle version sémantique, enrichie des données produites dans le cadre de chantiers de recherche participatifs sur la terminologie et sur les processus de construction de la chaire ICiMa. Cette nouvelle version est également enrichie de quatre univers d'éditorialisation et de navigation distincts : Découvrir, Transmettre, Pratiquer, Chercher.  

## Aspects techniques
La première version du Portail des arts de la marionnette (2009-2016) était adossée à une base de données mutualisée réalisée avec le progiciel Armadillo. Cette base de données était interopérable selon le protocole OAI-PMH. Les notices étaient également exposées en Dublin Core non qualifié ainsi qu'en RDF.
La nouvelle version du Portail des Arts de la Marionnette a été déployée par le Centre de Recherche et de Documentation (2012-2020) de Institut International de la Marionnette, avec l'accompagnement de la société PMB Services, dans le logiciel libre PMB (logiciel de SIGB). Elle s'appuie sur le modèle de données FRBRoo, augmenté d'ontologies spécifiques (sur le vocabulaire métier, sur les processus de construction de marionnettes, sur les signes distinctifs permettant de les identifier),. Les concepts utilisés pour l'indexation suivent les recommandations SKOS. Un laboratoire de cette nouvelle version a été mis en ligne en septembre 2019 afin de collecter les retours des usagers. Le modèle de données a été élaboré en faisant la synthèse de contributions de plusieurs corps de métiers : métiers de la documentation et du patrimoine, informaticiens, mais aussi chercheurs, équipes artistiques et professionnels de la culture.
Les partenaires du projet alimentent cette base de connaissances soit par contribution directe, soit par export de leurs propres bases de données, soit par interopérabilité.
La base de connaissances est administrée par le pôle Recherche et innovation de l'Institut international de la marionnette à Charleville-Mézières.
Le site permet aux visiteurs d'interroger les contenus du Portail des arts de la marionnette en recherche aléatoire, recherche simple, recherche avancée, ou par datavisualisations (cartes, graphes, frises, arborescence thématiques dynamiques).
Pour chaque requête, les résultats sont présentés sous forme de liste ou de mosaïque, et peuvent être triés par ordre alphabétique ou par date de mise à jour.
Chaque notice est structurée en plusieurs rubriques : 
- Présentation : titre, auteur, éditeur, provenance géographique, date et période, type(s) de marionnette(s) représenté(s).
- Résumé / description : description du contenu du document, mots-clefs, rattachement au plan de classement thématique.
- En savoir plus : liens hypertextes renvoyant à des notices-pivots (sur les spectacles, les artistes, les personnages, le lexique etc.) à l'intérieur du site, ou des pages extérieures au site (sites de compagnies notamment) ; références bibliographiques.
- Références : numéro d'inventaire ou cote du document, collection de provenance, nom du fichier, référence de la notice, sources ayant permis d'établir le contenu de la notice, date de mise à jour de la notice.
- Graphe

Les utilisateurs ayant créé leur espace personnel peuvent conserver leurs recherches, créer et partager des listes, poster des commentaires pour poser des questions, signaler des erreurs ou contribuer à l'enrichissement des notices.

## Aspects juridiques
Le Portail des arts de la marionnette (PAM) relève de la loi française en matière de droit d'auteur et droits voisins. 
Le Portail des arts de la marionnette et ses partenaires exposent leurs métadonnées sous licence ouverte CC BY-NC-SA ; les documents en revanche ne sont pas encore réutilisables. Le Portail des Arts de la Marionnette a entrepris une démarche pour s'inscrire pleinement dans la logique du FAIR data.

## Contenu
Le PAM contient actuellement les métadonnées décrivant plus de 60 000 documents (dont environ 30 000 sont consultables en ligne) et près de 23 000 œuvres.

### Corpus
Le PAM rassemble tous types de documents, médias et données relatifs aux spectacles de figures et spectacles d'animation : marionnettes, théâtres d'ombres, théâtres de papier, théâtres d'objets. Il contient actuellement des informations et documents relatifs à tous les continents. Les documents les plus anciens consultables dans le PAM sont des suppliques adressées par des montreurs à l'échevinage d'Amiens dans la seconde moitié du XVIIe siècle Voir. Les documents les plus récents ont été produits en 2019 (photographies de spectacles contemporains).

### Types de documents
- Documentation : programmes,
- Ouvrages
- Presses et revue
- Archives : notes de mise en scène, textes de pièces, essais, correspondance etc.
- Images : photographies, iconographie ancienne, affiches, croquis préparatoires, maquettes, patrons.
- Partitions : musique et notation du mouvement.
- Audiovisuel : extraits de spectacles, interviews, bandes-annonces, documentaires, bandes-sons de spectacles.
- Objets : photographies de marionnettes, costumes, décors, accessoires.

### Notices-autorité
- Identités : notices documentaires sur les personnes physiques (marionnettistes, metteurs en scène, auteurs, collectionneurs etc.), ou les collectivités (compagnies, lieux de spectacle, festivals, musées, centres de documentation spécialisés etc.).
- Événements : notices documentaires sur les éditions de festivals, saisons de théâtre, rencontres professionnelles etc. (événements ayant déjà eu lieu).
- Oeuvres : Oeuvres, Versions, Exécutions de Spectacles, Oeuvres littéraires, cinématographiques, plastiques etc.
- Vocabulaire métier : notices sur les termes utilisés dans les métiers des arts de la marionnette, dans différentes langues (définition, étymologie, citations, traductions, sources).
- Fonds et collections
- Matériaux, outils et machines, processus de construction.

### Exemples de fonds d'archives consultables dans le PAM
- Marionnettes de Georges Lafaye (BnF ASP), marionnettiste, metteur en scène et inventeur français (1915-1989)
- Archives, marionnettes et collection de Jacques Chesnais, marionnettiste français spécialiste des techniques du fil, ayant exercé du milieu des années 1920 à la fin des années 1960.
- Crèches animées d'Aix-en-Provence et de Besançon : photographies de marionnettes, manuscrits et partitions de musique, affiches
- Marionnettes de Maurice Sand et George Sand conservées au Domaine de George Sand à Nohant
- Marionnettes de la Compagnie Houdart-Heuclin (BnF ASP)
- Fonds et collection Léopold-Dor (Musée des arts de la marionnette, musées Gadagne, Lyon)
- Périodiques français spécialisés dans la marionnette (UNIMA France marionnettes, Mû, Manip, Un théâtre autrement)
- Manuscrits de pièces du répertoire de Guignol (Lyon, Paris) et de Lafleur (Amiens)

## Partenaires du projet
Le PAM rassemble actuellement vingt-six partenaires autour de l'Institut international de la marionnette, porteur du projet.
Ces partenaires se sont organisés en réseaux régionaux, dont les fonds reflètent les pratiques des arts de la marionnette tant dans leur dimension patrimoniale que sur le plan de la création contemporaine.

### France

#### Alsace
- Théâtre Jeune Public de Strasbourg (TJP) / Centre Dramatique National d’Alsace

#### Bretagne
- Bouffou Théâtre à la coque

#### Centre
- Domaine de George Sand (Centre des monuments nationaux)

#### Champagne-Ardenne
- Institut international de la marionnette
- Centre régional de documentation pédagogique de Champagne-Ardenne (CRDP)
- Festival mondial des théâtres de marionnettes de Charleville-Mézières
- Musée de l'Ardenne
- Union internationale de la marionnette (UNIMA)

#### Franche-Comté
- Musée comtois (Besançon)

#### Île-de-France
- Bibliothèque nationale de France (département des Arts du spectacle)
- Clastic Théâtre
- La Nef, Pantin
- Musée du Quai Branly
- Théâtre aux Mains Nues
- Théâtre de la marionnette à Paris
- Théâtre Jean-Arp
- Théâtre sans Toit
- THEMAA, Association Nationale des Théâtres de Marionnettes et Arts associés

#### Midi-Pyrénées
- Centre Odradek - Compagnie Pupella-Noguès

#### Picardie
- Archives départementales de la Somme
- Musées d'Amiens (Musée de Picardie et Musée de l'Hôtel de Berny)
- Le Tas de sable - Ches Panses Vertes

#### Provence-Alpes-Côte d’Azur
- Musée des civilisations de l'Europe et de la Méditerranée (MuCEM)
- Musée du Vieil Aix
- Vélo Théâtre

#### Rhône-Alpes
- Musées Gadagne (musée des arts de la marionnette), Lyon

### Ouverture à l'Europe et à l'international
Le Portail des arts de la marionnette (PAM), initié par des institutions françaises dont le réseau et les activités sont internationales, contient dès à présent des collections reflétant les pratiques du monde entier. Les arts de la marionnette ayant une longue tradition de métissages, d'hybridations et de tournées internationales, il est amené à élargir son réseau à des partenariats avec d'autres institutions spécialisées dans la marionnette dans d'autres pays.